# Sønder Stenderup Sogn
Sønder Stenderup Sogn er et sogn i Kolding Provsti (Haderslev Stift).
I 1800-tallet var Sønder Stenderup Sogn et selvstændigt pastorat. Det hørte til Nørre Tyrstrup Herred i Vejle Amt. Sønder Stenderup sognekommune blev ved kommunalreformen i 1970 indlemmet i Kolding Kommune.
I Sønder Stenderup Sogn ligger Sønder Stenderup Kirke.
I sognet findes følgende autoriserede stednavne:
- Bøgehoved (areal)
- Catrinebjerg (landbrugsejendom)
- Frydenborg (bebyggelse)
- Gammel Ålbo (bebyggelse)
- Juelsminde (landbrugsejendom)
- Lykkesgård (stor landbrugsejendom)
- Midtskov (areal)
- Moshuse (bebyggelse)
- Mørkholt (bebyggelse)
- Nørreskov (areal)
- Stenderupskov (bebyggelse)
- Stenholt (bebyggelse)
- Sønder Stenderup (bebyggelse, ejerlav)
- Sønderskov (areal)
- Tygesminde (landbrugsejendom)
- Varmark (bebyggelse, ejerlav)